# Våbensted Sogn
Våbensted Sogn var et sogn i Lolland Østre Provsti (Lolland-Falsters Stift).
I 1800-tallet var Engestofte Sogn anneks til Våbensted Sogn. Begge sogne hørte til Musse Herred i Maribo Amt. Våbensted-Engestofte sognekommune blev ved kommunalreformen i 1970 indlemmet i Sakskøbing Kommune, der ved strukturreformen i 2007 indgik i Guldborgsund Kommune.
1. december 2024 indgik sognet i Våbensted-Engestofte Sogn
I Våbensted Sogn ligger Våbensted Kirke.
I sognet findes følgende autoriserede stednavne:
- Agerupgård (ejerlav, landbrugsejendom)
- Buderup (bebyggelse, ejerlav)
- Kik-op Huse (bebyggelse, ejerlav)
- Kragevig Huse (bebyggelse)
- Krårup (bebyggelse, ejerlav)
- Krårupskov (bebyggelse)
- Maltrupgård (bebyggelse, ejerlav)
- Nielstrup (ejerlav, landbrugsejendom)
- Rødeledshuse (bebyggelse)
- Råbjerg (areal)
- Stenstrup (bebyggelse, ejerlav)
- Våbensted (bebyggelse, ejerlav)